# معهد كوماروف لعلم النبات
معهد كوماروف لعلم النبات هو معهد تابع للأكاديمية الروسية للعلوم (بالروسية:. Ботанический институт им В.Л.Комарова РАН) وهو المعهد العلمي النباتي الرائد في روسيا. يقع على جزيرة أبتيكارسكي في سانت بطرسبرغ. وقد سمي على اسم عالم النبات الروسي فلاديمير كوماروف (1869-1945).
أنشئ المعهد في عام 1931 كاندماج للحديقة النباتية والمتحف النباتي التابع لأكاديمية العلوم.